# Stanisław Zrałek
Stanisław Zrałek (ur. 21 czerwca 1907 w Pruszkowie, zm. 8 stycznia 1954 w Krakowie) – polski polityk, wojewoda gdański w latach 1946–1950.

## Życiorys
Skończył studia inżynierskie na Politechnice Warszawskiej. W 1930 skazany przez sąd wojskowy w Łodzi na 2 miesiące więzienia za „obrazę” Józefa Piłsudskiego. W 1934 był członkiem organizacji „Rozwój” w Pruszkowie. Podczas okupacji współpracował z AK, w 1945 wstąpił do PPR, od 1948 był w PZPR. Pracownik Wydziału Komunikacyjnego, potem Wydziału Ogólnego w warszawskim Urzędzie Wojewódzkim. W 1945 został wicewojewodą warszawskim i członkiem egzekutywy Komitetu Wojewódzkiego (KW) PPR w Warszawie, od lutego 1946 do maja 1950 wojewoda gdański. W latach 1946–1948 i 1949–1950 członek egzekutywy KW PPR/PZPR w Gdańsku. W marcu 1950 udzielono mu nagany partyjnej za „niewykonywanie uchwał” egzekutywy KW PZPR. Od 1951 do śmierci dyrektor Budowy Miasta Nowa Huta.
W 1946 został odznaczony Krzyżem Komandorskim Orderu Odrodzenia Polski.